# Hedwigia nivalis
Hedwigia nivalis là một loài Rêu trong họ Hedwigiaceae. Loài này được (Müll. Hal.) Mitt. mô tả khoa học đầu tiên năm 1869.